# Daggett (Michigan)
Daggett ist eine Gemeinde (mit dem Status „Village“) im Menominee County im US-amerikanischen Bundesstaat Michigan. Das U.S. Census Bureau hat bei der Volkszählung 2020 eine Einwohnerzahl von 201 ermittelt.

## Geografie
Daggett liegt auf der Oberen Halbinsel Michigans. Der Ort liegt am Little Cedar River, einem Nebenfluss des Menominee River, der bis zu seiner Mündung in die Green Bay des Michigansees die Grenze zu Wisconsin bildet.
Die geografischen Koordinaten von Daggett sind 45°27′49″ nördlicher Breite und 87°36′23″ westlicher Länge. Das Gemeindegebiet erstreckt sich über eine Fläche von 2,87 km².
Nachbarorte von Daggett sind Carney (15,7 km nordnordöstlich) und Stephenson (6,2 km südlich).
Die nächstgelegenen größeren Städte sind Iron Mountain (75,4 km westnordwestlich), Marquette (169 km nördlich), Sault Ste. Marie und die gleichnamige Nachbarstadt in der kanadischen Provinz Ontario (341 km ostnordöstlich), Green Bay in Wisconsin (130 km südsüdwestlich) sowie Wausau in Wisconsin (228 km westsüdwestlich).

## Verkehr
Der U.S. Highway 41 führt in Nord-Süd-Richtung durch das Gemeindegebiet von Daggett. Alle weiteren Straßen sind untergeordnete Landstraßen, teils unbefestigte Fahrwege sowie innerörtliche Verbindungsstraßen.
Für den Frachtverkehr ist Daggett an das Streckennetz der Canadian National Railway angebunden.

Mit dem Menominee-Marinette Twin County Airport befindet sich 39,9 km südlich ein kleiner Flugplatz. Die nächsten Verkehrsflughäfen sind der Austin Straubel International Airport in Green Bay (135 km südsüdwestlich) und der Sawyer International Airport bei Marquette in Michigan (152 km nördlich).

## Bevölkerung
Nach der Volkszählung im Jahr 2010 lebten in Daggett 258 Menschen in 91 Haushalten. Die Bevölkerungsdichte betrug 89,9 Einwohner pro Quadratkilometer. In den 91 Haushalten lebten statistisch je 2,84 Personen.
Ethnisch betrachtet setzte sich die Bevölkerung zusammen aus 90,3 Prozent Weißen, 6,2 Prozent Afroamerikanern, 1,2 Prozent Asiaten sowie 1,6 Prozent aus anderen ethnischen Gruppen; 0,8 Prozent stammten von zwei oder mehr Ethnien ab. Unabhängig von der ethnischen Zugehörigkeit waren 6,6 Prozent der Bevölkerung spanischer oder lateinamerikanischer Abstammung.
30,6 Prozent der Bevölkerung waren unter 18 Jahre alt, 53,1 Prozent waren zwischen 18 und 64 und 16,3 Prozent waren 65 Jahre oder älter. 48,8 Prozent der Bevölkerung waren weiblich.
Das mittlere jährliche Einkommen eines Haushalts lag bei 33.125 USD. Das Pro-Kopf-Einkommen betrug 19.287 USD. 13,7 Prozent der Einwohner lebten unterhalb der Armutsgrenze.